# Структура седиментних стена
Под структуром седиментне стене подразумева се физичка грађа, условљена међусобним односима, величином и формом зрна, односно минерала који изграђују стену. Структура је, дакле, последица свих процеса који су претходили стварању једне седиментне стене.
Структуре седиментних стена деле се на: кластичне, кристаласте, аморфне и органогене.

## Кластичне структуре
Кластичне структуре карактеристичне су за седиментне стене изграђене од фрагмената цементованих природним везивом. Поједини типови кластичних структура разликују се углавном: 
1. по облику зрна (фрагмената);
2. по величини зрна;
3. по количини фрагмената у односу на цемент, односно по начину везивања фрагмената (код везаних кластичних стена).

Зрна у кластичним стенама, према облику, могу бити:
1. незаобљена (угласта);
2. полуугласта (субугласта);
3. полузаобљена (субзаобљена);
4. заобљена;
5. добро заобљена (округла или овална).

Класификација на бази величине зрна код кластичних седиментних стена нису стандардизована. Према величини фрагмената (гранулометријском саставу), кластичне структуре деле се на:
1. псефитске (грубозрне кластичне структуре), са величином зрна преко 2 mm;
2. псамитске (средњозрне кластичне структуре), са величином класта између 0.05 и 2 mm;
3. алевритске (ситнозрне кластичне структуре), са величином зрна од 0.005 до 0.05 mm;
4. пелитске (финозрне кластичне структуре), са величином зрна испод 0.005 mm.

Поред кластичних структура које показују уједначену крупноћу фрагмената и припадају једној класи (добро сортирани), постоје случајеви када су фрагменти у стени различите крупноће и припадају двема (слабо сортирани) или трима класама (несортирани).
По начину везивања (цементовања) и односу количине цемента и фрагмената можемо разликовати (углавном код пешчара) неколико кластичних структура, односно неколико типова цемента који ближе одређују кластичну седиментну стену.
1. Кластичне структуре са базалним цементом – фрагменти се налазе у цементној маси, која чини 30 – 50% стене, а међусобно се не додирују („пливају у цементу“);
2. Кластичне структуре са цементом у порама или са просторним цементом, када цемент испуњава све међупросторе, али се зрна делимично додирују (цемента је мање него у претходном случају, 10 – 30%);
3. Кластичне структуре са цементом који облаже фрагменте, али не испуњава сав простор између зрна. Количина цемента, који се јавља као филм око фрагмената, чини до 10% укупне масе стене. При томе се може радити о два случаја: о крустификацији (обавијању) – цемент је принесен, и обично је различит од фрагмената, и регенерацији – материјал фрагмената и цемента је исти.
4. Кластичне структуре са контактним цементом – цемент се јавља само на додиру фрагмената и количина везивног материјала код оваквих структура је мала. Последња два случаја су обично само фазе у формирању потпуно очврсле стене, па су карактеристични за полувезане седименте.

Цементни материјал у једној везаној седиментној стени може бити распоређен равномерно или неравномерно. У другом случају могу се разликовати различити типови цементације (везаности).
Треба напоменути да степен порозности цементоване кластичне седиментне стене директно зависи од начина цементовања. Најслабија порозност је, у принципу, код базалног цемента, а највећа у случају контактног.

## Кристаласте структуре
Кристаласте структуре карактеришу се аутигеним зрнима, која су међусобно непосредно срасла. Кристаласте структуре, слично кластичним, такође се разликују по начину срастања и по величини зрна.
Срастање зрна може бити по мање – више равним површинама, мозаично, али је често и по назубљеним површинама, импликационо.
Величина зрна може бити уједначена или неуједначена. Према димензијама зрна, разликују се:
1. макрокристаласте структуре, зрна видљива голим оком;
2. микрокристаласте структуре, поједина зрна разликују се тек под микроскопом;
3. криптокристаласте структуре, поједина зрна се не виде ни под микроскопом.

## Аморфне структуре
Аморфне структуре се срећу код гелних седимената. Карактеришу се тракастом грађом и бубрежастим облицима. Нарочито су честе код брзо излучених силицијских седиментних стена. Аморфне структуре су нестабилне и код старијих творевина прелазе у криптокристаласте или микрокристаласте.

## Органогене структуре
Органогене или биогене структуре дефинисане су присуством већих количина органских (фосилних) остатака, чија врста, облик и величина често утичу на општи изглед стене.